# عمر هشام
عمر هشام حسين (مواليد 29 مارس 1995) هو لاعب كرة سلة مصري يلعب في مركز مدافع مسدد الهدف في نادي الزمالك ومنتخب مصر.